# Roger de La Grandière
Pour les articles homonymes, voir De La Grandière.
Roger de La Grandière, né le 14 octobre 1916 à Grez-Neuville (Maine-et-Loire) et mort pour la France le 20 juin 1944 à Guégon après avoir été parachuté depuis l'Angleterre en Bretagne, est un officier français des Forces Françaises Libres pendant la Seconde Guerre mondiale, Compagnon de la Libération à titre posthume par décret du 20 novembre 1944.

## Biographie

### Histoire de la famille de La Grandière
On trouve, en 1150, une Huguette de La Grandière, fille de haut et puissant seigneur de la Grandière, mais on ne retrouve pas la filiation complète de la famille avant Luc, fondateur en 1280 d'une chapelle dans l'Abbaye Saint-Serge d'Angers (archives de l'église de Saint-Serge).
Les La Grandière s'établirent dès le XIIe siècle en Anjou où existe toujours une motte féodale dans le "Bois Grandière" qui dépendait du premier domaine familial à Grez-Neuville avant qu'une branche ne s'installe à Montgeoffroy où les La Grandière élevèrent le premier château que Érasme de Contades rachète au XVIIe siècle et dont il ne subsiste aujourd'hui que la chapelle.
Les La Grandière furent l'une des familles qui n'utilisèrent pas le privilège d'être admis aux Honneurs de la Cour (voir "Les Honneurs de la Cour" de François Bluche) d'après la liste établie par Chérin des "Gentilshommes qui ont fait preuve de leur noblesse au cabinet de l'Ordre du Saint-Esprit pour monter dans les carrosses du Roi, mais qui n'ont point joui de cet honneur par l'effet de la Révolution"
Roger de La Grandière est le quatrième garçon d'une famille de sept enfants. Son père, le vicomte Jacques de La Grandière, gère la propriété familiale du château de La Grandière à Grez-Neuville en Maine-et-Loire tout en étant administrateur d'une compagnie d'assurance fondée par le grand-père de son épouse, née Alberte de Dalmas,,. Héros de Verdun, il fut décoré de la Légion d'honneur sur le champ de bataille où il reçut sa troisième barrette d'officier.
Son arrière-grand-père, le vice-amiral Pierre-Paul de La Grandière fut le colonisateur de la Cochinchine après avoir été l'un des premiers amiraux-gouverneurs de Saïgon entre 1861 et 1868 et avoir établi le protectorat de la France sur le Cambodge.
Le grand-père de l'amiral, qui fut chef d'escadre à la fin du règne de Louis XVI, participa à la guerre d'indépendance des États-Unis où il se distingua à la première bataille navale de Chesapeake. Grand-croix de l'Ordre royal et militaire de Saint-Louis et chef d'escadre des armées navales en 1787, Charles-Marie de La Grandière fut titré comte la même année et reçu dans l'ordre des Cincinnati. ,.

#### Engagement
À l'âge de 18 ans, Roger de La Grandière tombe gravement malade de tuberculose aux poumons. Miraculeusement guéri pendant un pèlerinage à Lourdes, il décide alors de se rendre à Tahiti, finançant son voyage en travaillant sur le bateau qui l'y amène. Il y est gérant d'une  plantation de coprah lorsqu'il est mobilisé et doit retourner en France. Affecté dans l'artillerie, il est admis à faire les E.O.R. à Vincennes et il en sort aspirant.
En 1941, il collabore déjà avec Londres, en fournissant des renseignements grâce à son poste au Ministère de l'Information à Vichy. Découvert, il doit fuir, et avec ses compagnons royalistes Michel de Camaret et Pierre de Bénouville, ils passent clandestinement en Algérie, dans le but de rallier Londres. Arrêtés, ils seront longuement emprisonnés à Alger, puis au fin fond du Sahara. Ils s'échappent, grâce à la bienveillante complicité de la Comtesse du Luart (qui deviendra la marraine de la Légion étrangère) et rejoignent Tanger au Maroc, puis Gibraltar et enfin Londres.
Sous le nom d'emprunt Dalmas (sa mère était née Alberte de Dalmas), il est affecté au Bureau central de renseignements et d'action (BCRA) où il effectue une mission de contre-espionnage. Le 12 août 1942, il s'engage enfin officiellement sous son vrai nom dans les Forces Françaises Libres. À sa demande, il est affecté aux troupes parachutistes de la France Libre : 1er C.I.A, 4e BIA, 4th SAS Rgt (French Rgt), 2e R.C.P. . Après une formation à la brigade parachutiste polonaise, il obtient de 15 mars 1943 son brevet de parachutiste (Legitymacija 2676/2254). Le Général de Gaulle lui demande d'abord de remplacer par intérim son secrétaire particulier et aide de camp pendant sa maladie et sa convalescence. En vue du débarquement, il est affecté à l'état-major du 4th S.A.S Rgt (Britannique) où il obtient et prépare 4 jeeps. Pour la première fois au monde, en temps de guerre sur un théâtre d'opération, il saute le 17 juin 1944 avec des jeeps armées (1 parachute à chaque roue) sur le camp de Saint-Marcel en Bretagne où lui et ses jeeps participent activement aux combats.
Il est abattu par les Allemands à Guégon le 20 juin 1944. Le Général de Gaulle attribue la croix de la Libération à titre posthume au Lieutenant Roger de La Grandière le 20 novembre 1944 :
« Jeune officier engagé dans les forces françaises libres dès 1941, après avoir assuré les fonctions d’Aide de camp du Général de Gaulle, choisit l’arme particulièrement dangereuse des parachutistes. Parachuté à Saint-Marcel, prend brillamment part, à la tête d’un peloton de voitures armées, aux combats qui se déroulent autour de ce village. Cerné, réussit à retirer ses voitures du champ de bataille sans en perdre une seule et les camoufle de telle façon qu’on les retrouve intactes deux mois après. Attaqué par un ennemi très supérieur en nombre au cours d’une patrouille dans les environs de Guégon, tombe grièvement blessé d’une balle à la poitrine. Ordonne à ses hommes qui voulaient le secourir de décrocher en l’abandonnant et est achevé sur place par l’ennemi ».
Compagnon de la Libération et Chevalier de la Légion d'Honneur à titre posthume, le lieutenant-parachutiste SAS des Forces Françaises Libres était également titulaire de la Croix de Guerre (39-45) avec palmes.

## Décorations
- Chevalier de la Légion d'honneur
- Compagnon de la Libération (à titre posthume par décret du 20 novembre 1944)
- Croix de guerre 1939–1945, palme de bronze

## Sources
- Bibliothèque nationale de France, Roger de La Grandière, (1916-1944)[1].
- Le musée de l'ordre de la Libération, fiche biographique de Roger de La Grandière[2]